# Hyllus zabkai
Espèce
Hyllus zabkai est une espèce d'araignées aranéomorphes de la famille des Salticidae.

## Distribution
Cette espèce est endémique de la province de Đắk Lắk au Viêt Nam,. Elle se rencontre dans le district de Buôn Đôn dans le parc national de Yok Đôn.

## Description
La femelle holotype mesure 15,73 mm.

## Systématique et taxinomie
Cette espèce a été décrite par Hoang en 2025.

## Étymologie
Cette espèce est nommée en l'honneur de Marek Żabka.

## Publication originale
- Hoang, 2025 : « Review of Hyllus C.L. Koch, 1846 in Vietnam, with descriptions of three new species (Araneae: Salticidae). » European Journal of Taxonomy, vol. 981, p. 280-299 (texte intégral).